# Seattle Storm
Las Seattle Storm (en español, Tormenta de Seattle) son un equipo profesional de baloncesto femenino de los Estados Unidos con sede en Seattle, Washington. Compiten en la Conferencia Oeste de la Women's National Basketball Association (WNBA) y disputan sus partidos como locales en el Climate Pledge Arena.
El equipo fue fundado en 2000 y hasta 2008 fue la franquicia hermana de los desaparecidos Seattle SuperSonics. A lo largo de su historia, las Storm han ganado cuatro campeonatos de la WNBA y cuatro títulos de conferencia.

## Historia
Las Seattle Storm llegaron a la liga en la expansión del año 2000 junto con otros tres nuevos equipos. En su primera temporada acabaron con un balance de 6 victorias y 26 derrotas, lo cual le permitió elegir en el draft al año siguiente a la estrella australiana de 19 años Lauren Jackson, que se convertiría con el tiempo en jugadora-franquicia, y sobre la cual se fue construyendo el equipo.
En el draft de 2002 se hicieron con la jugadora de Connecticut Sue Bird, que llegó para cubrir las carencias del equipo en el puesto de base. consiguieron ese año llegar por primera vez a los play-offs, pero fueron barridas de la pista por Los Angeles Sparks. Al año siguiente, Jackson ganó el MVP de la WNBA, pero con Bird lesionada, no pudieron acceder de nuevo a playoffs.
En 2004 las Storm consiguieron un récord de la franquicia en la fase regular, tras conseguir 20 victorias y 14 derrotas. En los playoffs se deshicieron con facilidad de Minnesota Lynx en la primera ronda, remontando en las finales de la Conferencia Oeste para derrotar a Sacramento Monarchs. Y ya en la final, vencieron a Connecticut Sun por 2-1, ganando su primer título de campeonas, y el primero en la ciudad de Seattle para un conjunto profesional desde 1979, cuando los Supersonics ganaron la NBA. Betty Lennox fue nombrada MVP de las Finales, mientras que Anne Donovan se convertía en la primera mujer entrenadora en ganar un título de la WNBA.
Las tres temporadas siguientes tuvieron todas un denominador común: el equipo sería apeado en la primera ronda de playoffs. La pérdida de jugadoras importantes y las lesiones mermaron el potencial del equipo, que si bien siguió menteniendo un balance positivo de victorias-derrotas en la fase regular, en la postemporada no podían hacer nada, cayendo a las primeras de cambio.
Tras los desacuerdos entre el Basketball Club of Seattle (antiguos dueños de los Sonics y las Storm) y la ciudad de Seattle, concernientes a la necesidad de renovar el Key Arena, los dos equipos fueron vendidos en 2006 a un grupo de inversores de Oklahoma City. Los nuevos propietarios dejaron claro que los equipos se trasladarían a Oklahoma a no ser que las autoridades de la ciudad de Seattle aprobaran un nuevo pabellón antes del 31 de octubre de 2007. durante ese periodo de incertidumbre, las Storm anunciaron que disputarían la temporada 2008 en el Key Arena.
El 8 de enero de 2008 el equipo fue vendido a un grupo local de mujeres denominado Force 10 Hoops, LLC, pendientes de la aprobación de la liga. Esto mantendría el equipo en Seattle, desvinculándose por completo del futuro de los Sonics.